# Крёкшин, Пётр Никифорович
Пётр Никифорович Крёкшин (1684 — 1763) — родом из новгородских дворян Крекшиных, чиновник петровских времён и историк, один из первых русских учёных в области генеалогии. Собрал значительные рукописные материалы по русской истории X—XVIII вв., считал достоверными сведения многих устных народных сказаний, которые записывались в XVII—XVIII вв.

## Биография
Служил смотрителем работ по строительству Кронштадта. Обвинён в 1714 году в растрате казённых денег, разжалован и направлен вновь на работы в Кронштадт. Затем оправдан, назначен на должность комиссара для принятия казённых вещей по подрядам.
В 1726 году вышел в отставку, стал тщательнее заниматься изучением русской истории, собирая материалы о Петре I еще с 1719 года. Представил в 1742 году Елизавете Петровне 1-й том своего сочинения «Краткое описание блаженных дел великого государя-императора Петра Великого, самодержца Всероссийского» (освещён период 1672—1706); получил разрешение пользоваться документами Кабинета Петра I, хранившимися в Петропавловской крепости, рукописными материалами, собранными во время академических экспедиций, документами основных архивов.
Историю деятельности Петра I освещал в «Журналах великославных дел великого государя-императора Петра Великого…», которых, по мысли Крёкшина, должно было быть 45 (по счету лет царствования Петра I); журналы излагали события год за годом (часто день за днем). Сохранились «Журналы…» за 1683 (т. 2) и 1709 [т. 28; опубликован в «Библиотеке для чтения» (1849, т. 97) под названием «Год из царствования Петра Великого. 1709. Из записок Крекшина»]. Для ознакомления русского общества с деяниями Петра I в популярной форме задумал сокращенную обработку «Журналов…» под названием «Экстракты» (сохранился лишь один том, охватывающий 1682, — «Экстракт из Журналов великославных дел великих государей и великих князей Иоанна Алексеевича и Петра Алексеевича, самодержцев Всероссийских…»).
Известны полемика Крёкшина с Г. Ф. Миллером, в которой Крёкшин пытался обосновать прямую преемственность династий Романовых и Рюриковичей (1747), а также участие Крекшина в споре с М. В. Ломоносовым (1750) по поводу происхождения Руси. Крекшин в 1747 г. передал в библиотеку Санкт-Петербургской Академии наук рукопись «Родословной книги разных фамилий российских дворян», затем «Гранограф соборные церкви Софии…, содержащий русскую историю по 1584 г.» («Российский летописец»), «Историю о царе Борисе Годунове» (выписки из Хронографа) и своё сочинение «Родословие княжны Ольги».
В итоге разысканий Крёкшина в Санкт-Петербургскую Академию наук поступили два собрания рукописей (в том числе архив князя А. Д. Меншикова, содержащий военную и государственную переписку за 1711—1716). Из многочисленных его сочинений, большая часть которых сохранилась в рукописях, наиболее известны «Летопись царствования Ивана Васильевича», «Повесть о зачатии и рождении Петра Великого», «История России и славных дел императора Петра Великого», «Родословие великих князей, царей и императоров Российских», «Разговор в царстве мертвых о Петре Великом». В работе «Экстракт из великославных дел кесарей восточных и западных и из великославных дел императора Петра Великого» Крекшин предпринял попытку дать параллельный и сравнительный обзор деятельности Западной и Восточной Римской империй с деяниями Петра I.
Екатерина Великая сочла коллекцию бумаг Крёкшина весьма полезной и пожаловала Крёкшину земли от Можайска до Тушина, до сегодняшнего дня сохранившие его фамилию в названии деревни Крёкшино, там же расположена одноимённая усадьба.
В. Н. Татищев назвал Крекшина «новгородским баснословием»; современники отмечали наличие в его сочинениях вымыслов, суеверий. По словам Н. Г. Устрялова, Крекшин «слагал предсказания, выдумывал речи, изобретал факты». Вместе с тем Ломоносов при написании «Экстракта о стрелецких бунтах» в качестве одного из основных источников использовал рукописное «Описание дел… Петра Великого» Крекшина.
В собрании Крёкшина хранились летописи, акты и другие документы, которыми пользовались Татищев, И. И. Голиков, М. М. Щербатов. Часть собрания Крёкшина приобретена А. И. Мусиным-Пушкиным в 1786—1788 гг. от А. М. Деденева (внук Крёкшина) и в 1791 г. от B. C. Сопикова (в том числе «Летопись князя Кривоборского», ныне известная как «Владимирский летописец»; Никоновская летопись). Деятельность П. Н. Крёкшина важна для осмысления возможностей устных сказаний (записанных в 15 — 18 вв.) в отражении реальных исторических событий и процессов.